# Pierwszy rząd Gediminasa Vagnoriusa
Pierwszy rząd Gediminasa Vagnoriusa – trzeci rząd Republiki Litewskiej od ogłoszenia niepodległości w 1990.
13 stycznia 1991 Rada Najwyższa Litwy odwołała dotychczasowego premiera Albertasa Šimėnasa oraz powołała na jego miejsce Gediminasa Vagnoriusa. Większość dotychczasowych ministrów zachowała stanowiska w nowym rządzie. Skład gabinetu uzupełniono pod koniec stycznia.
15 lipca 1992 parlament uchwalił wotum nieufności wobec rządu Vagnoriusa jednocześnie powierzając rządowi wykonywanie obowiązków do czasu powołania nowego gabinetu. 21 lipca na stanowisko premiera został powołany Aleksandras Abišala.

## Skład rządu
| funkcja                                      | minister                   | okres urzędowania    | okres urzędowania   |
| funkcja                                      | minister                   | od                   | do                  |
| -------------------------------------------- | -------------------------- | -------------------- | ------------------- |
| premier                                      | Gediminas Vagnorius        | 13 stycznia 1991     | 21 lipca 1992       |
| wicepremier                                  | Algis Dobravolskas         | 16 lipca 1991        | 21 lipca 1992       |
| wicepremier                                  | Vytautas Pakalniškis       | 23 stycznia 1991     | 21 lipca 1992       |
| wicepremier                                  | Zigmas Vaišvila            | 13 stycznia 1991     | 21 lipca 1992       |
| minister budownictwa i urbanistyki           | Algimantas Nasvytis        | 13 stycznia 1991     | 21 lipca 1992       |
| minister ekonomiki                           | Vytas Navickas             | 13 stycznia 1991     | 30 maja 1991        |
| minister ekonomiki                           | Albertas Šimėnas           | 30 maja 1991         | 21 lipca 1992       |
| minister energetyki                          | Leonas Ašmantas            | 13 stycznia 1991     | 21 lipca 1992       |
| minister finansów                            | Elvyra Kunevičienė         | 13 stycznia 1991     | 21 lipca 1992       |
| minister handlu                              | Albertas Sinevičius        | 13 stycznia 1991     | 2 grudnia 1991      |
| minister handlu i rezerw materiałowych       | Vilius Židonis             | 3 października 1991  | 21 lipca 1992       |
| minister kultury i edukacji                  | Darius Kuolys              | 13 stycznia 1991     | 21 lipca 1992       |
| minister leśnictwa                           | Vaidotas Antanaitis        | 13 stycznia 1991     | 23 stycznia 1992    |
| minister leśnictwa                           | Jonas Klimas               | 23 stycznia 1992     | 21 lipca 1992       |
| minister łączności                           | Kostas Birulis             | 13 stycznia 1991     | 4 grudnia 1991      |
| minister łączności                           | Alfredas Basevičius (p.o.) | 4 grudnia 1991       | 21 lipca 1992       |
| minister obrony                              | Audrius Butkevičius        | 10 października 1991 | 21 lipca 1992       |
| minister opieki socjalnej                    | Algis Dobravolskas         | 13 stycznia 1991     | 21 lipca 1992       |
| minister rezerw materiałowych                | Vilius Židonis             | 13 stycznia 1991     | 3 października 1991 |
| minister rolnictwa                           | Rimvydas Survila           | 13 stycznia 1991     | 21 lipca 1992       |
| minister spraw wewnętrznych                  | Marijonas Misiukonis       | 13 stycznia 1991     | 19 listopada 1991   |
| minister spraw wewnętrznych                  | Petras Valiukas            | 19 listopada 1991    | 21 lipca 1992       |
| minister spraw zagranicznych                 | Algirdas Saudargas         | 13 stycznia 1991     | 21 lipca 1992       |
| minister sprawiedliwości                     | Vytautas Pakalniškis       | 13 stycznia 1991     | 21 lipca 1992       |
| minister transportu                          | Jonas Biržiškis            | 13 stycznia 1991     | 21 lipca 1992       |
| minister współpracy gospodarczej z zagranicą | Vytenis Aleškaitis         | 10 października 1991 | 21 lipca 1992       |
| minister zdrowia                             | Juozas Olekas              | 13 stycznia 1991     | 21 lipca 1992       |
| minister bez teki                            | Aleksandras Abišala        | 26 stycznia 1991     | 21 lipca 1992       |